# Fondation de Rome
Pour un article plus général, voir histoire de Rome.

Rome dans les premières années de sa fondation au

La fondation de Rome décrit les aspects mythologiques et historiques de la naissance de la ville de Rome au cours du VIIIe siècle av. J.-C.
Les recherches historiques et archéologiques récentes renouvellent la représentation de l'origine de la ville et mettent souvent à mal le récit traditionnel que les auteurs antiques en ont laissé.

## La tradition

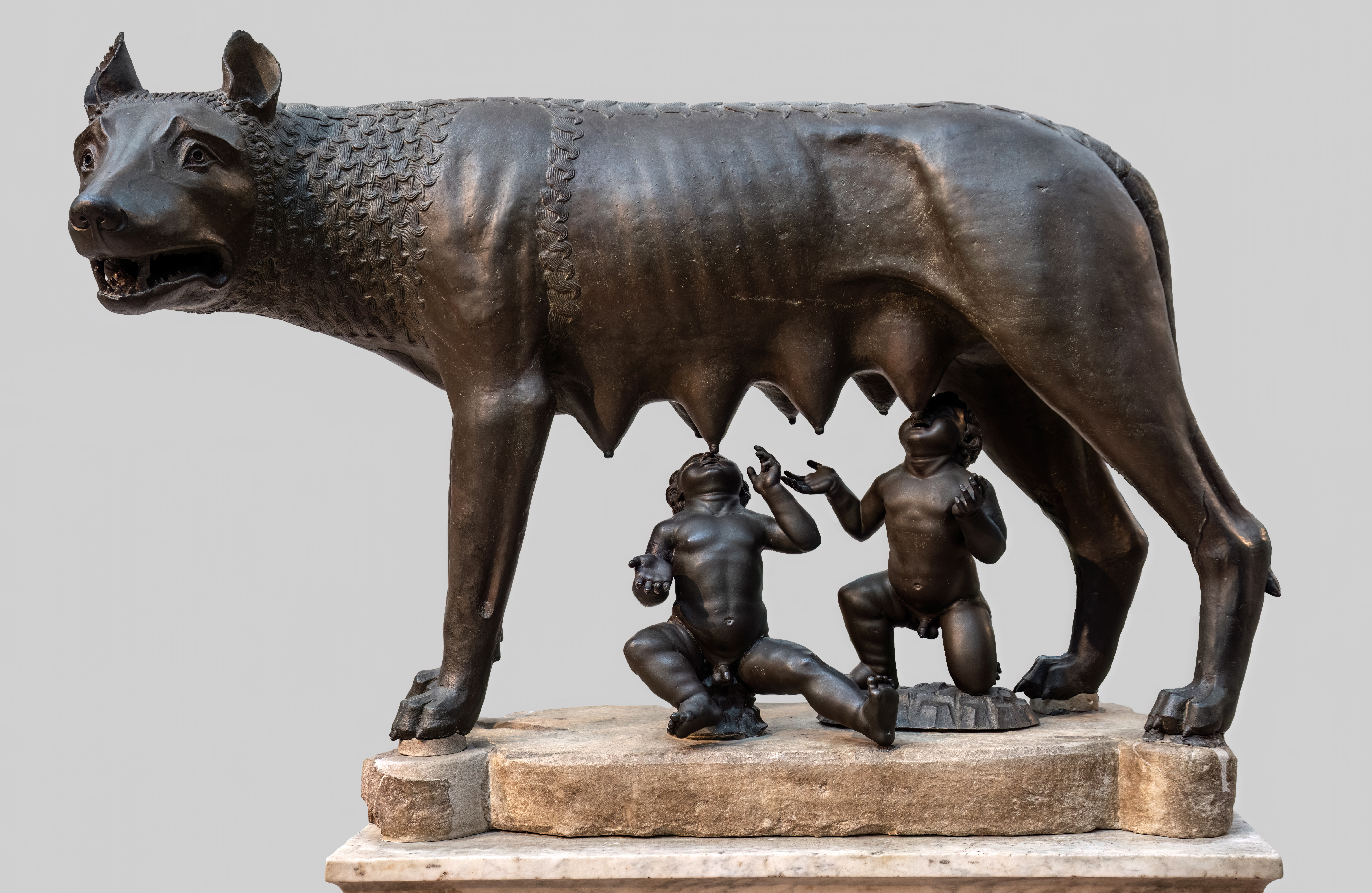
Selon les mythes, Rome fut fondée par Romulus et Rémus, qui, dans leur enfance, auraient été nourris par une louve.

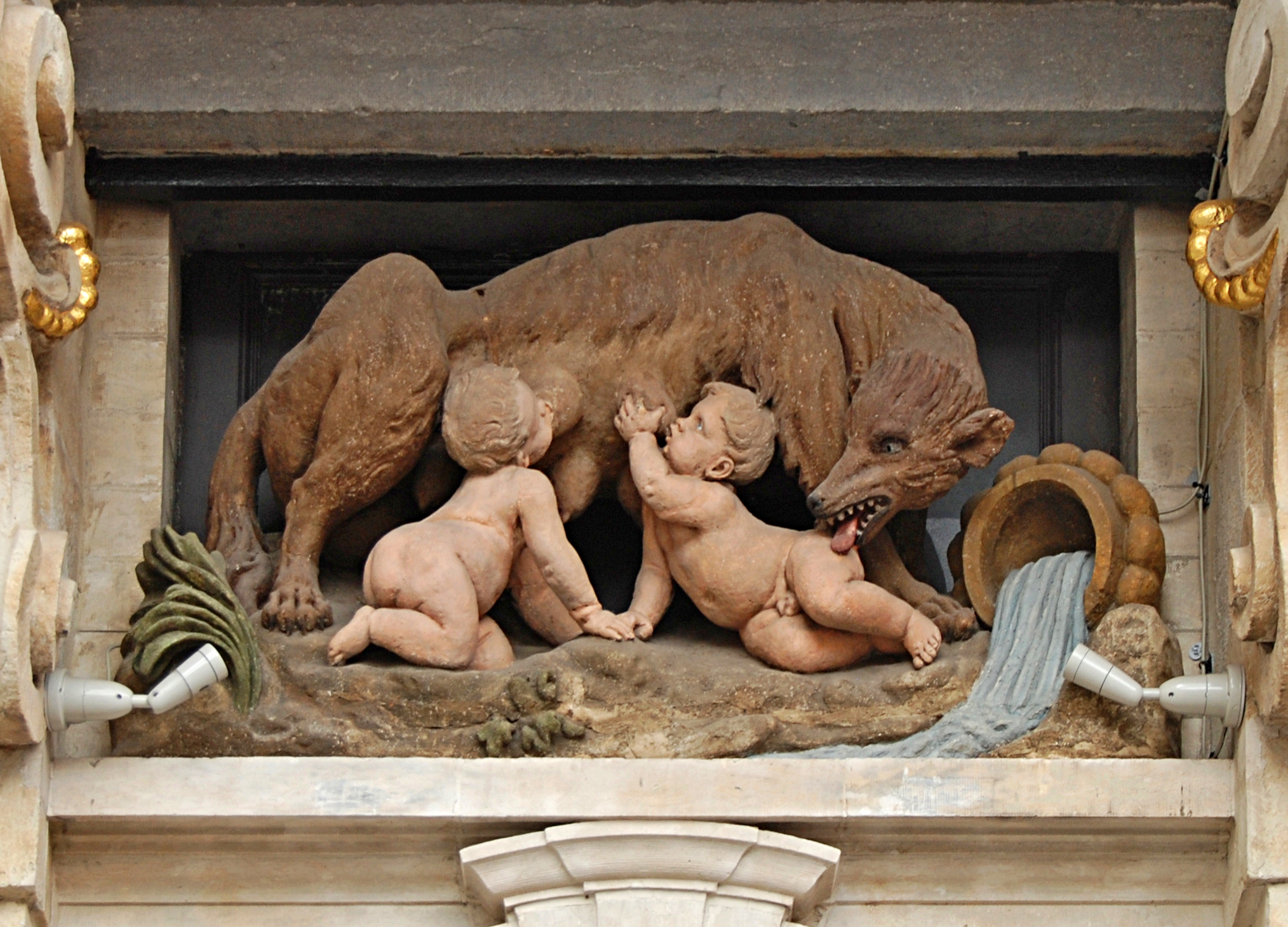
Haut-relief représentant Romulus et Rémus allaités par la louve sur la Maison de la Louve à la Grand-Place de Bruxelles.

Deux traditions existent dans l'Antiquité sur l'origine de Rome :
- Les Grecs, avec Hellanicos de Mytilène (vivant au Ve siècle av. J.-C.), attribuaient sa fondation à un descendant d'Énée et des Troyens rescapés de la guerre de Troie.
- Les anciens récits romains évoquaient également un certain Latinus, roi de la peuplade autochtone des Latins, et beau-père d'Énée, comme étant le fondateur de la cité.

Virgile tira de la première tradition une épopée intitulée L'Énéide, récit qui a plus une prétention poétique (dans la lignée de Homère) qu'historique. Voir, à ce propos, la légende d'Énée.

### Le récit de la fondation

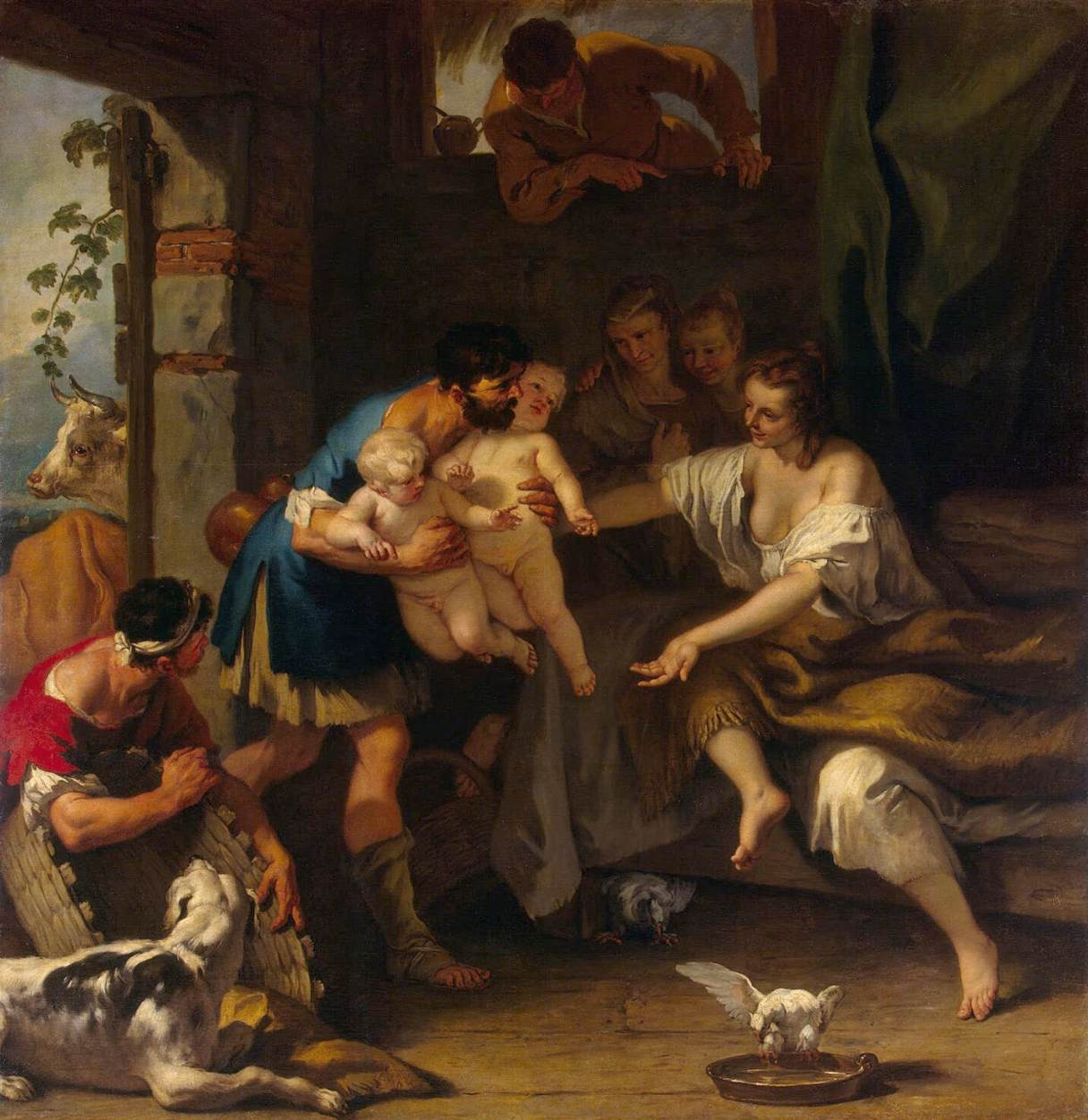
Enfance de Romulus et Remus
Sebastiano Ricci, vers 1708
Musée de l'Ermitage, Saint-Petersbourg.

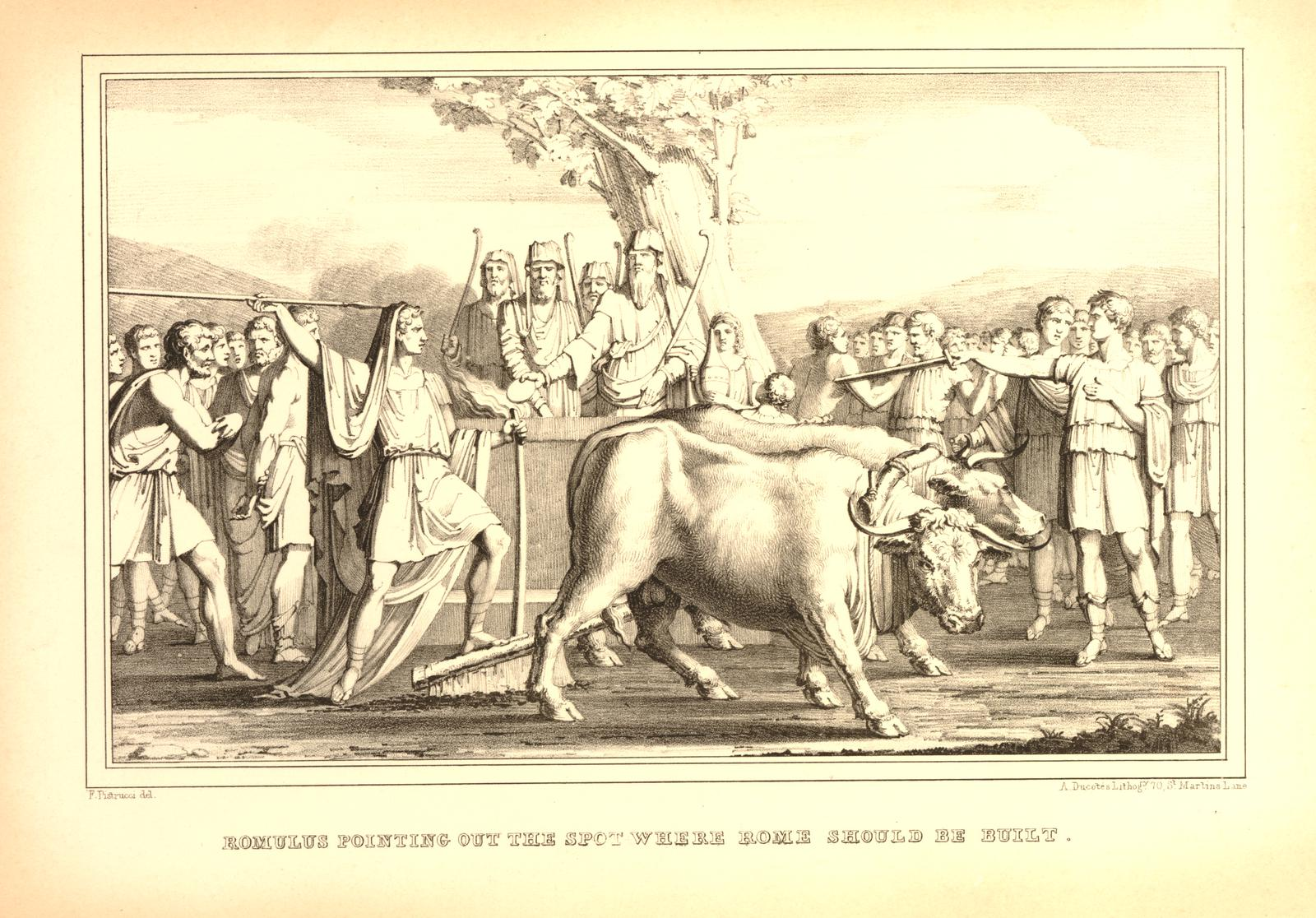
Lithographie du XIXe siècle représentant Romulus qui trace le pomerium à l'aide d'un araire à soc de bronze.

D'après les mythes romains, Romulus fonde la ville de Rome à l'emplacement du mont Palatin sur le Tibre le 21 avril 753 av. J.-C.
C'est à partir de cette date fictive que les Romains comptent les années. Cette convention nécessitait une justification mythique pour en affirmer le caractère sacré ; deux principales narrations sont connues à travers la littérature gréco-latine sur le récit de cette fondation :
- Tite-Live (-59 ; 17) écrivit une histoire de Rome : Ab Urbe condita (AUc), qui en latin signifie « depuis la fondation de la ville ».
- Denys d'Halicarnasse (années -50) écrivit pour sa part Histoire ancienne de Rome. Elle livre un récit chronologique des débuts de la puissance romaine, depuis cette origine légendaire jusqu'au déclenchement de la première guerre punique.

Selon le mythe rapporté par Tite-LiveHistoire romaine [détail des éditions] [lire en ligne], I, 4, Procas, le roi d’Albe-la-Longue, a deux fils : Numitor et Amulius. À la mort de leur père, l’héritage est partagé à parts égales : l'aîné, Numitor, obtient le trône, tandis qu’Amulius, le cadet, récupère les richesses et l’argent paternel.
Déçu par le partage, Amulius détrône son frère et tue le fils de Numitor, Lausus. Afin d’être sûr que la lignée de Numitor disparaisse, il fait également de sa nièce, Rhéa Silvia, une vestale dont le sacerdoce l’oblige à rester vierge tout au long de sa vie.
Néanmoins, le dieu Mars tombe fou amoureux de la jeune fille qui accouche de jumeaux : Romulus et Rémus. Amulius fait alors emmurer la vestale et condamne les nourrissons à être jetés dans le Tibre. Les enfants sont abandonnés dans une fondrière, sur les rives du fleuve en crue, par le serviteur chargé d'exécuter la sentence.
Ils sont alors recueillis par une louve qui les allaite dans la grotte du Lupercal, au pied du Palatin. Par la suite, le berger Faustulus, témoin de ce prodige, recueille les jumeaux au pied du Ficus Ruminalis (figuier sauvage) situé à l’entrée de la grotte et les élève, en compagnie de son épouse Acca Larentia. Cette dernière aurait été une prostituée que les bergers des environs auraient surnommée lupa, en latin « louve » ou « prostituée ». Ce serait donc par un jeu symbolique que des auteurs antiques auraient créé le mythe de la louve, tirant parti de la puissance redoutable de l'animal au profit de leur cité, puissance crainte par les bergers de la civilisation étrusque pastorale qui éprouvent une peur religieuse de ce prédateur, puissance admirée par les soldats de la civilisation romaine conquérante qui envient sa force et son adresse.
Devenus adultes, Romulus et Rémus décident de fonder une villeHistoire romaine [détail des éditions] [lire en ligne], I, 6. N'arrivant pas à départager celui des deux qui donnerait son nom à la nouvelle ville, ils s'en remettent aux augures, cette prise d'auspices ayant pour but d'interroger les dieux sur la légitimité de l'espace choisi et d'obtenir ainsi l'assentiment divin pour y inscrire la nouvelle cité. Romulus se place sur le mont Palatin, là où ils avaient été découverts et élevés par la Louve, Rémus sur l'Aventin. Ce dernier est le premier à voir six vautours voler dans le ciel. Aussitôt après, Romulus voit douze vautours. Rémus avait donc pour lui la primauté, alors que Romulus avait le nombre le plus important. Ce fut Romulus qui finalement fut désigné.
Alors qu'il trace le pomœrium (sillon sacré délimitant l'espace à urbaniser, l'urbs, du reste du territoire, l'ager romanus) en guise de mur, soulevant l'araire de bronze attelé d'un taureau et d'une vache, son frère Rémus franchit armé ce rempart symbolique pour provoquer son frère. Cette faute criminelle est un présage funeste : les murailles de la ville ne seront plus infranchissables aux troupes lors des guerres civiles et aux incursions ennemies. Pour annuler ce présage, Romulus est contraint de tuer son frère en songeant à l'adage Insociabile regnum (« Le pouvoir ne se partage pas »), marquant ainsi tout aussi symboliquement l'intransigeance sourcilleuse de Rome devant toute incursion malveillante. « Par sa prompte riposte, interprétée plus tard comme un pur fratricide et non comme une annulation du présage, les ennemis de Rome seront finalement vaincus et éliminés ».
Ce rite fondateur est suivi de divers événements qui concourent au peuplement initial de Rome : l'enlèvement des Sabines, guerre contre le roi sabin Titus Tatius, secours apporté par le chef étrusque Cælius Vibenna qui s’installe sur une colline à laquelle il donne son nom (selon Varron), paix avec les Sabins, et partage du pouvoir avec Titus Tatius.

### Traditions alternatives
Denys d'Halicarnasse a recensé plusieurs traditions alternatives :
- D'après Cephalon de Gergis, Demagoras et Agathyllos, Rome aurait été fondée par Romos, fils d'Énée et frère d'Ascagne, Euryleon et Romulos ;
- D'après Hellanicos et son disciple Damastès de Sigée, Rome aurait été fondée par Énée lui-même, à son arrivée en Italie après être passé au pays des Molosses ;
- D'après Callias de Syracuse (v. 350 - v. 270 av. J.C.), Rhomè est une des femmes troyennes qui se réfugient en Italie après la chute de Troie. Elle épouse Latinos, roi des Aborigènes (nom donné aux premiers habitants de l'Italie, qui prirent par la suite le nom de Latins, d'après leur roi), de qui elle eut trois fils, Rhomos, Romulos et Télégonos, qui fondèrent une ville et lui donnèrent le nom de leur mère[8],[9] ;
- D'après Xenagoras (en), Rome aurait été fondée par Romos, fils d'Ulysse et de Circé ;
- D'après Denys de Chalcis, Rome aurait été fondée par Romos, fils d'Ascagne ou d'Emathion ;
- D'après d'autres auteurs, dont le nom n'est pas rapporté par Denys d'Halicarnasse, Rome aurait été fondée par Romos, le fils d'Italus et de Leucaria, la fille de Latinus.

### La date de la fondation
Rome a été fondée, selon la tradition, au milieu du VIIIe siècle av. J.-C..
L'anniversaire du jour de la fondation de Rome était célébré le 21 avril (fête des Parilia). L'année fixée par la tradition romaine et qui s'est imposée à la postérité est -753, date proposée par un érudit romain du Ier siècle, Varron, malgré quelques propositions alternatives :
- Timée de Tauroménion (vers -350, -250), cité par Denys d’Halicarnasse, propose -814[12], en même temps que la fondation de Carthage.
- Calpurnius Piso, d'après Censorin[13], propose -758[12].
- Quintus Fabius Pictor (vers -254, -201), le premier historien romain, se base sur une royauté de 7 générations de 35 ans qui précède l'établissement de la République et aboutit à -747[12] ou -748.
- Le censeur Caton l'Ancien (-234, -149) qui rédigea une histoire des Origines calcule 432 ans après la guerre de Troie, et obtient -751[12].
- L'écrivain romain Varron (-116, -27) reprend les travaux de Fabius Pictor et corrige la date de fondation de Rome en -753/754, ce que Tite-Live adoptera.
- Denys d'Halicarnasse, dans une démonstration argumentée sur la chronologie des rois, date la fondation de Rome de la première année de la septième olympiade, soit -751[14].
- Polybe de Mégalopolis, la deuxième année de la septième olympiade d'après une tablette conservée par les grands pontifes, soit -750[12].
- Cornelius Nepos et Diodore, -550[12].
- Lucius Cincius Alimentus, d'après Denys d'Halicarnasse[14] et Solin[15], propose -728 ou -728[12], quatrième année de la douzième olympiade.

### Les vestiges au temps de la République romaine
Au temps de Cicéron, donc au Ier siècle av. J.-C., les Romains montraient fièrement sur le Palatin la casa Romuli, une cabane au toit de chaume et aux murs de torchis, où le berger Faustulus éleva les enfants Romulus et Rémus, et une autre cabane sur le Capitole devant le temple de Jupiter Optimus Maximus, attribuée à Romulus en personne ou encore à son collègue Titus Tatius. Vestiges respectés et attributions légendaires, ce sont des indices d’habitat certainement très anciens, mais de quelle époque ?

### Le lieu de la fondation
Les auteurs de l'Antiquité s'accordent pour considérer que le site de Rome était déjà habité lors de sa fondation.
Au moins trois des peuples albains (populi albenses), habitants primitifs du Latium, dont la liste nous a été transmise par Pline l'Ancien, occupaient des collines voisines au Capitole.
En effet, les Querquetulani habitaient le Cælius. D'après Tacite, le Caelius se serait d'abord appelé le Querquetulanus, en raison du grand nombre de chênes dont il était couvert. D'après Pline l'Ancien, son nom primitif se serait perpétué par la porte Querquétulane (Querquetulana porta), nom qu'il donne à la porte Cælimontane (Caelimontana porta) située entre le Cælius et l'Esquilin. Le Cælius n'aurait pris le nom qu'après que Cælius Vibenna, un chef étrusque appelé au secours de Rome fut établi en cet endroit par Tarquin l'Ancien ou un roi antérieur.
D'autre part, les Velienses habitaient le Velia ; les Querquetulani, le Caelius ; et les Vimitellari, le Viminal. S'y ajoutent peut-être les Munienses, que certains auteurs identifient aux Mucienses, habitants du Mucial, la partie centrale du Quirinal, mais que d'autres identifient aux habitants de Castrimoenium ; les Foreti, que certains identifient aux habitants du forum romain.
Le Palatin aurait abrité Saturnie (Saturnia).
D'après Pline l'Ancien, le Janicule aurait abrité Antipolis. D'après Virgile, il s'agissait d'un oppidum qui aurait été fondé par Janus lui-même et se serait appelé Janiculum.
D'après de nombreux auteurs antiques, le Palatin aurait abrité Pallantée, ville fondée par Évandre, originaire de la ville homonyme d'Arcadie, fondée par Pallas, l'aïeul d'Évandre, et située au nord-est de Mégalopolis dans le Péloponnèse.

### Critiques et explications de la tradition
Tite-Live et Denys d’Halicarnasse émirent eux-mêmes des réserves sur ce qu’ils rapportaient. Ainsi Tite-Live rapproche le surnom Lupa et l'histoire de la louve.
Au XVIIIe siècle, un rejet massif s’exprime avec la Dissertation sur l’incertitude des cinq premiers siècles de l’histoire romaine, de Louis de Beaufort, publiée en 1738.
L’historien Mommsen (1817-1903) a exprimé des doutes plus modérés. Il émet l’hypothèse que la tradition antique a pu se construire à partir de faits réels mais projetés sur un passé lointain et transformés en mythes. Par exemple, l’immigration à Rome de population sabine (arrivée des Claudii) au début de la République serait à l’origine de l’épisode de l’enlèvement des Sabines et de l’association avec Titus Tatius.
D’autres critiques soulignent l’habitude des auteurs anciens d’inventer un personnage éponyme pour fournir l’origine du nom d’un lieu. Romulus et Rome, le chef étrusque Cœlius Vibenna et la colline du Cælius sont des exemples de ce mécanisme.
Georges Dumézil, pour sa part, explique les légendes de la fondation de Rome comme un récit mythique structuré par le système de fonctions tripartites indo-européennes. À partir de traditions indo-européennes, les Romains auraient inventé les légendes fondatrices, ces légendes exprimant en fait des schémas idéologiques indo-européens. Romulus et Numa Pompilius se partagent la fonction de souveraineté sacrée, Tullus Hostilius représente la fonction guerrière et Ancus Marcius représente la troisième fonction de production et de fertilité. La fondation de Rome est plus précisément basée sur deux mythes principaux : d’une part, le Männerbund, mené par des jumeaux en rupture avec leur communauté d’origine, de l’autre, la « guerre de fondation » qui exalte la cohésion de la société lignagère fondée sur la solidarité et la concorde de ses composantes fonctionnelles.
Les analyses archéologiques apporteront des éléments nouveaux.

## L'apport de l'archéologie
L'archéologie a montré que le site de Rome a été occupé dès le Xe siècle av. J.-C. Le site de Rome n'est alors qu'un ensemble de villages de pasteurs, répartis sur les collines entourant la dépression du forum romain.

### Les premières découvertes archéologiques à Rome

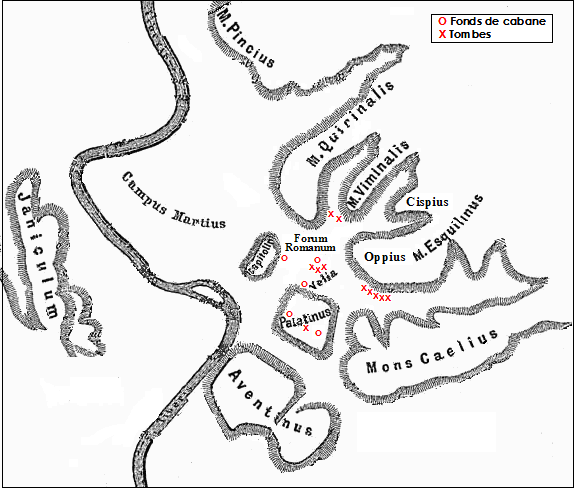
Le site de Rome et les vestiges du s.

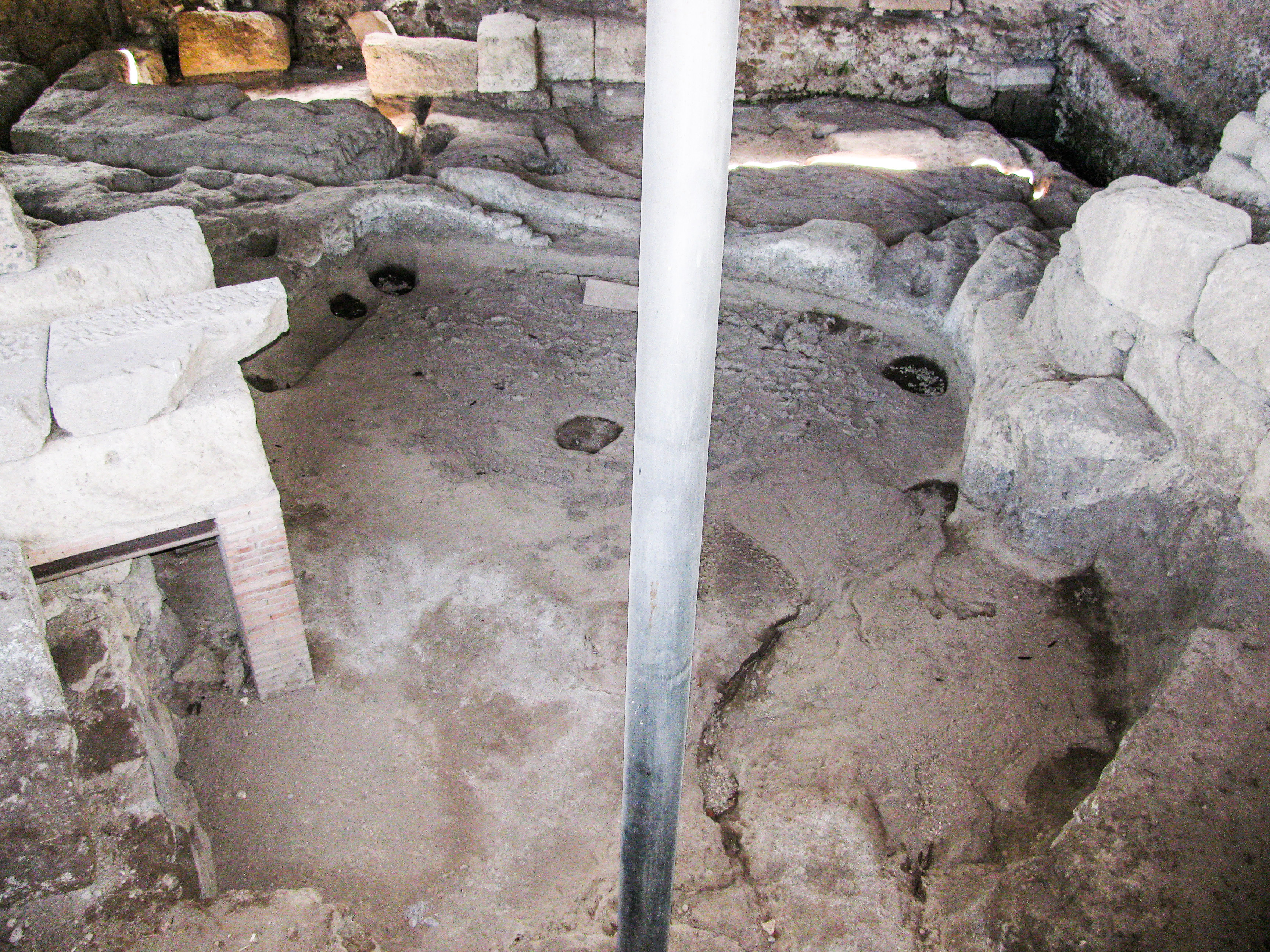
Fonds de cabanes avec leur trous de poteaux sur le Germal.

Les premières découvertes datent du début du XXe siècle, et furent suivies d’autres, au hasard des travaux ou des sondages :
- quelques vestiges trouvés entre le Tibre et le forum Boarium attestent une présence vers le IIe millénaire av. J.-C., mais celle-ci ne semble pas avoir été continue. Elle n’est donc pas retenue comme contribuant à la fondation de Rome.
- sur le Germal (sommet ouest du Palatin), on découvrit en 1907 des fonds de cabanes que l’on dégagea en 1949 : sols creusés dans le tuf de la colline, trous de poteaux, traces de foyer ; les céramiques associées dataient du VIIIe siècle av. J.-C.
- sur le Palatual (sommet est du Palatin), d’autres fonds de cabanes furent découverts.
- la présence d’une tombe à urne d’incinération entre les deux groupes de cabanes du Palatin permet de supposer l’existence d’un espace dégagé entre ces deux établissements, probablement une nécropole.
- la plaine marécageuse située entre le Capitole et le Palatin, qui deviendra le forum romain, fut aussi d’abord une nécropole ; en 1902-1903, on trouva 41 tombes près du Temple d'Antonin et Faustine : des puits funéraires de tombes à incinération, des fosses d’inhumation avec des mobiliers variés, dont des vases proto-corinthiens du VIIe siècle av. J.-C. Des cabanes furent également repérées, au centre du forum et sur les pentes du Palatin.
- sur le Quirinal, 5 tombes, les unes à incinération, les autres à inhumation
- sur l’Esquilin, 86 tombes, toutes à inhumation, sauf quatre à incinération. Ces tombes contenaient un riche mobilier différent des précédentes nécropoles : des armes, des casques, des boucliers et même un char de combat.

Les datations réalisées s’échelonnent du Xe siècle av. J.-C. au VIIe siècle av. J.-C., ce qui est compatible avec la tradition. Les premiers habitants de Rome habitaient donc dans de grossières huttes de torchis à l’image des urnes funéraires en forme de cabanes rondes trouvées dans le forum, et étaient en majorité pasteurs et paysans.

### Les premières interprétations archéologiques

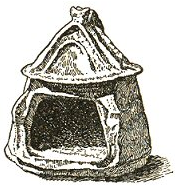
Urne funéraire à incinération, en forme de cabane archaïque.

Parallèlement à ces découvertes, les études sur les peuples italiques indo-européens, dont font partie les Latins, indiquaient une prédominance pour les funérailles par incinération, tandis que les peuples méditerranéens étaient réputés adeptes exclusifs de l’inhumation. Les tombes à incinération furent donc toutes supposées latines. Puisque la tradition de la fondation de Rome décrivait un mélange entre Latins et Sabins, peuples différents, les tombes par inhumation furent systématiquement attribuées à des Sabins, qu’on estimait plus influencés par les coutumes méditerranéennes.
L’ethnie de chaque village fut ainsi déduite selon la proximité et le type des inhumations : Le cimetière du forum fut attribué aux Latins, ainsi que les cabanes du Palatin et de la Velia (confirmant la tradition), la nécropole de l'Esquilin aux Sabins (cette fois à l’encontre de la tradition qui y situe les Latins) de même que celle du Quirinal (malgré le petit nombre et la diversité des tombes).
On supposa une première fédération des deux villages du Palatin, apparemment les plus anciens, qui s’élargit ensuite à sept villages pour créer le Septimontium.
De nos jours, les archéologues sont moins catégoriques sur les attributions ethniques, d’autant plus que souvent sur un même site coexistent des tombes à incinération et des tombes à inhumation. Ils évitent les interprétations des trouvailles menées à la lumière des traditions et cherchent plutôt à placer les données archéologiques dans un contexte d’ensemble, avec ses évolutions et ses interactions culturelles.

### L’approfondissement de la recherche archéologique
À partir de 1948, de nouvelles fouilles archéologiques à Rome et dans le Latium apportèrent des éléments factuels sur l’origine de Rome. À partir d’un recensement de tous les vestiges découverts à Rome et dans le Latium, l'archéologue suédois Einar Gjerstad (1897-1988) proposa une chronologie de la période allant du Xe siècle av. J.-C. au VIe siècle av. J.-C. en quatre phases. Très débattue par ses confrères, révisée par H. Müller-Karpe et R. Peroni en 1962, elle a fini par être admise comme cadre de référence :
- La première phase se place au Xe siècle av. J.-C. à la fin de l’âge du bronze et au début de l’âge du fer. Les Latins pratiquent l’incinération, recueillent les restes dans des vases ou des urnes funéraires en forme de cabane (urne-cabane), puis réunissent dans une jarre (dolium) l’urne, des reproductions en miniature de mobilier ou d’objets usuels en bronze ou en terre cuite, parfois les restes du repas funéraire. Cette jarre est ensuite enterrée dans un puits funéraire. Ce mode d’incinération/inhumation est aussi pratiqué à la même période en Étrurie (tombe a ziro).
- La seconde phase va du début du IXe siècle av. J.-C. au début VIIIe siècle av. J.-C. (900-770 pour Müller-Karpe-Peroni). De nouveaux types de vases, des fibules démontrent des contacts avec l’Étrurie et la Campanie. La pratique de l’incinération recule au profit de l’inhumation. On subdivise cette période en IIA (pratique majoritaire de l’incinération) et IIB (inhumation majoritaire).
- La troisième phase occupe le milieu du VIIIe siècle av. J.-C. (770-730 pour Müller-Karpe-Peroni). Des importations de céramiques grecques de style géométrique apparaissent, imitées par la production locale. Les objets métalliques se diversifient, les tombes traduisent par la diversité de leur mobilier une différenciation sociale et l’apparition de familles riches.
- La quatrième phase, dite orientalisante, va de la fin du VIIIe siècle av. J.-C. au début VIe siècle av. J.-C. (730-570 pour Müller-Karpe-Peroni). Les céramiques grecques et étrusques sont présentes dans tout le Latium. De riches tombes témoignent de l’existence d’une aristocratie guerrière dans le Latium, contemporaine de celle qui se développe en Étrurie. C’est à cette période que se rattache le plus ancien document écrit connu, la fibule de Préneste portant en caractères grecs le nom de Numasios et datée d’environ -675. C’est également à cette période que l’on rattache les premières murailles découvertes au pied du Palatin en 1987, peut-être un vestige du pomœrium.

### Nouvelles interprétations archéologiques
Cette série de fouilles sur un périmètre plus large complètent les fouilles d’avant la Seconde Guerre mondiale. Elles confirment la présence de hameaux dispersés sur les diverses collines de Rome dès le Xe siècle av. J.-C., avec une culture voisine de la culture villanovienne de l’Étrurie (urnes cinéraires dans des tombes à puits). L’étiquetage sur le site de Rome entre des villages latins, sabins, étrusques se révèle maintenant un exercice hasardeux, sur des groupes humains aux conditions modestes et homogènes.
Ce peuplement dispersé évolue lentement, modifiant ses habitudes funéraires, sans que l’on puisse voir une rupture marquée, qui aurait reflété un changement brusque de peuplement. Le milieu du VIIIe siècle av. J.-C. témoigne d’une accélération de la différenciation sociale, et le début d’une société avec une aristocratie plus riche, en contact avec l’expansion grecque qui commence elle aussi à cette période. Ce mouvement touche l’Étrurie, la Campanie, le Latium, et bien sûr le site de Rome.
Au VIIIe siècle av. J.-C., le forum romanum n’est plus un cimetière et commence à être habité. Les sépultures sont repoussées vers l'Esquilin. Ces tombes de guerriers se situent dans la phase IV de la chronologie, mais n’ont pas le luxe d’autres tombes latines de la même époque. Les importations à Rome de céramiques étrusques commencent vers la fin du VIIe siècle av. J.-C., en retard sur le reste du Latium. Toujours au VIIe siècle av. J.-C., le forum romanum devient un espace public, avec l’aménagement d’un sol empierré.
Le forum romanum apparaît comme le témoin de la naissance de Rome : il fut successivement marécage, cimetière à incinération puis à inhumation, lieu habité, espace public. L’historien Pierre Grimal l’étudia et en tira les observations qui suivent.

### Les traces du rituel de fondation
Pierre Grimal relève dans son ouvrage Les Villes romaines les éléments récurrents du rituel de fondation pratiqué par les Étrusques puis par les Romains et confirmés par le plan des colonies qu’ils ont fondées et recoupés en partie par la description de Tite-Live :
- la délimitation de la cité par un sillon primordial, le sulcus primigenius, saignée ouvrant le sol et infranchissable car sous l’influence des dieux infernaux, délimitant ainsi l'enceinte sacrée, le pomœrium.
- l’orientation selon les axes cardinaux, matérialisée par quatre portes face aux quatre points cardinaux, interrompant le tracé du sillon sacré ; les Latins nommaient ces deux axes le cardo et le decumanus.
- une mise sous la protection des dieux « d’en haut », en leur dédiant un temple sur un point élevé de la fondation, de façon que leur regard couvre la plus grande superficie possible de la future cité.
- au centre de la fondation, une fosse circulaire appelée mundus recevant des offrandes pour les divinités « d’en bas ».

Si l’on ne trouve pas sur le périmètre du Palatin le souvenir de portes orientées selon les points cardinaux, telles que les aurait ménagées Romulus, en revanche quatre portes très anciennes étaient connues à l’époque romaine classique, qui bordaient le forum romanum :
- au nord, la porte de Janus
- au sud, la porte Romaine
- à l’est, la « poutre de la sœur », porte par où Horace meurtrier de sa sœur, serait entré dans la ville après s’être purifié
- à l’ouest, la Porta Pandana, de mauvais augure, et juchée sur la pente du Capitole afin que nul ne la franchisse.

Selon Pierre Grimal, ces portes sont les vestiges du rite de fondation, le decumanus, axe traditionnel Est-Ouest étant devenu la Via Sacra (Voie sacrée), tandis que le cardo Nord-Sud se lit dans les voies qui le prolongent, l’Argiletum au nord et le Vicus Tuscus au sud. Un autre point du rituel est respecté, par la position surplombante du temple du Capitole, pour la triade protectrice Jupiter, Junon, Minerve. Ces observations confirment donc le respect du rite de fondation, mais contredisent son lieu : le tracé fondateur déduit de ces quatre portes ceinture le vieux forum et non le Palatin comme l’indiquent Tite-Live et Denys d’Halicarnasse.

### Les fouilles d'Andrea Carandini au Palatin
Les fouilles effectuées à partir de 1985 sous la direction d'Andrea Carandini sur un flanc du Palatin, dans une zone entre l'arc de Titus et la maison des Vestales, ont relancé les discussions sur la fondation de Rome et l'historicité possible d'une partie des traditions antiques. Les recherches conduites ont dégagé une importante stratigraphie reposant sur quatre murailles successives pouvant être datées respectivement des années -550--530, environ -600, environ -675 et environ -730--720. La découverte des restes incontestables d'une délimitation urbaine au VIIIe siècle av. J.-C. autour du Palatin renvoie pour A. Carandini et A. Grandazzi à la fondation romuléenne de Rome. Selon A. Grandazzi le mythe de la fondation de Rome renverrait bien à un événement historique et à un personnage historique, que nous connaissons en tant que Romulus, dont la mémoire a été conservée et mythifiée, à travers notamment l'action de Servius Tullius. Si l'existence factuelle des restes découverts par A. Carandini n'est pas remise en question, les interprétations qui les mettent en rapport avec la tradition annalistique de Romulus et son éventuelle historicité restent encore très discutées.

### Conclusions
Si l’on rapproche l’analyse de Pierre Grimal du phénomène de projection d’événements réels dans un passé mythique suggéré par Theodor Mommsen, on peut estimer que le rite de fondation a bien été exécuté par un pouvoir fort voulant unifier les villages installés sur les diverses collines qui entourent encore l'antique forum, mais à l’époque où la dépression de ce forum commençait à être peuplée. Quels sont les auteurs de cette fondation ? Là encore, il est délicat de départager les Romains des origines et les Étrusques. Pierre Grimal penche pour la fondation d’une colonie étrusque, sur un site déjà habité et selon les rites attribués à Romulus. Les historiens modernes s’accordent à considérer que les rois étrusques en occupant la région vont faire de Rome une véritable ville vers 600 av. J.-C., en la dotant d'une muraille, en aménageant le Forum Romain et en bâtissant le sanctuaire du Capitole. Les Romains antiques, quant à eux, se transmirent bien sûr le passé qui faisait d’eux les auteurs de la fondation de Rome.
Au contraire, si l'on veut suivre les analyses développées par A. Grandazzi, la formation de Rome doit être vue comme un processus complexe marqué par un événement fondateur vers 730 av. J.-C. : la fondation d'une enceinte urbaine au sein de l'habitat déjà présent sur le Palatin, l'aménagement du forum correspondant seulement à une phase de développement et de monumentalisation d'une entité urbaine qui avait déjà son identité et son histoire. Les mythes ne constitueraient pas alors la projection dans le passé d’évènements postérieurs, mais entretiendraient avec les faits historiques des rapports plus complexes. Ainsi, selon l'historien Patrick Boucheron, « loin de l'archéologie-spectacle, ce que les fouilles récentes révèlent n'est pas la fondation de Rome, mais le processus graduel, presque imperceptible, de sa formation urbaine (en) ».
Point fondamental de l'histoire scientifique de l'antiquité romaine, la question de la fondation de Rome, encore discutée aujourd'hui, montre la difficulté qu'il y a à confronter les sources antiques et la réalité archéologique malgré la progression certaine des connaissances sur la plus ancienne réalité de la ville de Rome.